# 圣庞塔莱翁
圣庞塔莱翁（法語：Saint-Pantaléon，法語發音：[sɛ̃ pɑ̃taleɔ̃]）是法国普罗旺斯-阿尔卑斯-蓝色海岸大区沃克吕兹省的一个市镇，属于阿普特区。

## 地理
圣庞塔莱翁（43°52'51"N, 5°12'57"E）面积0.78 平方千米，位于法国普罗旺斯-阿尔卑斯-蓝色海岸大区沃克吕兹省，该省份为法国东南部内陆省份，北起德龙省，西北接阿尔代什省，西接加尔省，南至罗讷河口省，东南角与瓦尔省接壤，东临上普罗旺斯阿尔卑斯省。
与圣庞塔莱翁接壤的市镇（或旧市镇、城区）包括：戈尔德、古尔特。

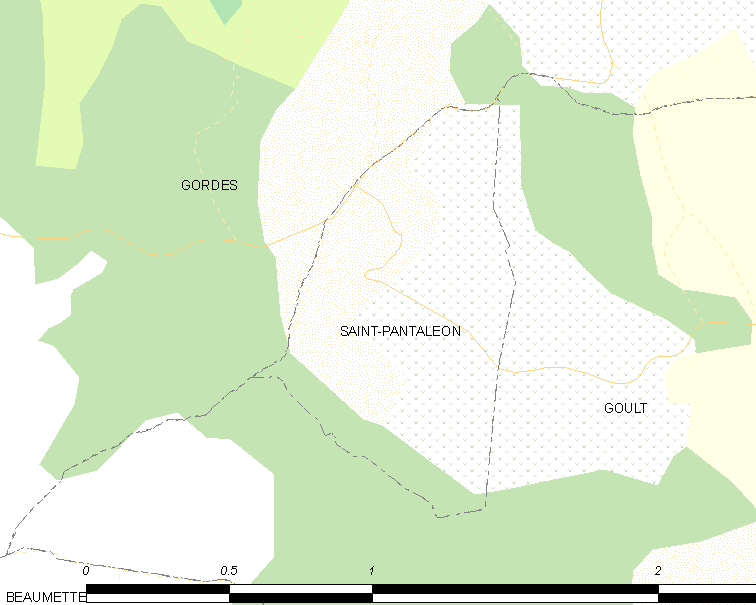
圣庞塔莱翁的OSM定位图

圣庞塔莱翁的时区为UTC+01:00、UTC+02:00（夏令时）。

## 行政
圣庞塔莱翁的邮政编码为84220，INSEE市镇编码为84114。

## 政治
圣庞塔莱翁所属的省级选区为阿普特县。

## 人口

1962-2008年间圣庞塔莱翁人口变化图示

圣庞塔莱翁于2022年1月1日时的人口数量为207人。